# ایزدیان
کردهای ایزدی،ایزدیان، ایزدی‌ها یا یزدانی‌ها (به کردی: ئێزیدی، Êzîdy)، گروهی از کردها که در شمال عراق، سوریه، جنوب شرقی ترکیه و قفقاز (ارمنستان و گرجستان) زندگی می‌کنند. همچنین بزرگترین سکونتگاه آنان در استان نینوا و استان دهوک در اقلیم کردستان
و بزرگترین شهر ایزدی نشین سنجار نام دارد.
شمار مهاجران ایزدی در چند دهه اخیر در اروپا افزایش یافته‌ است. ایزدیان به زبان کردی کرمانجی صحبت می‌کنند. ایزدی‌ها یکتاپرست بوده و آیین ایشان، ایزدی با تکیه بر ایمان به یزدان پاک است. یزدان پاک یا ایزد منان نیز به معنای خدای بخشنده و مهربان می‌باشد؛ که ایرانیان باستان قبل از ورود اسلام در ستایش خداوند خویش بکار می‌بردند. آیین ایزدی یا یزدانی شباهت‌هایی با اسلام، مسیحیت شرقی، زرتشتی، یهودیت و احتمالاً مهرپرستی دارد، و با وجودی که ارتباط کاملی با دین زرتشت ندارد ولی مشخصه‌های بسیاری از دین زرتشت را اقتباس کرده‌ است.
تعدادی از اجداد ایزدیان پس از ورود اسلام به وسیله شیخ عدی مسلمان شده‌اند. شیخ عدی و ملک طاووس دو عنصر مهم در آیین ایزدیان‌اند. طاووس، نماد ایزدی‌ها می‌باشد. ایزدی‌ها معتقدند که طاووس نماد «فرشته اعظم» است. به دلیل وجود هفت فرشته، در جهان‌بینی آن‌ها، و در بالاترین آن‌ها ملک طاووس،  برخی تصور می‌کنند که ایزیدیان شیطان‌پرست باشند زیرا ملک طاووس به عنوان نمادی از شیطان تعبیر می‌شود.

## پیشینه
در مورد ایزدیان با توجه به نواحی محل زندگی آنها و پیشینهٔ تاریخی‌شان این احتمال وجود دارد که ایزدیان از نسل اقوام تمدن میتانی مستقر در همین نواحی بوده باشند. در مورد دین ایزدی می‌توان گفت، این دین پیش از ورود اسلام در مناطق یاد شده، وجود داشته‌ است و تحت تأثیر ادیان زرتشتی و مانوی قرار گرفته‌ است و عقاید مهرپرستانه و زرتشتی بر آن تأثیر داشته‌اند. در برخی منابع، تأثیراتی از دین یهود و فرقهٔ «نسطوری» و عقاید صوفیه (پس از اسلام) برای آن متصور شده‌اند. در منابع مربوط به فرقه‌های اسلامی آن را فرقه‌ای از جمله غلاة شیعه دانسته‌اند.
معتقدان این کیش، به‌وسیلهٔ شیخ عدی بن مسافر اموی که عوام وی را «شیخ عدی» (Şêx Edî) می‌نامند، مسلمان شدند. اولین دانشمندی که توجه محققان را به آن‌ها جلب کرد، احمد تیمور پاشا بود که در کتاب «الیَزیدیه و مَنشاء نحلَتِهِم» به این مسئله اشاره می‌کند که از این قوم پیش از قرن ششم هجری قمری نامی در تاریخ نیامده بود که این زمان همان هنگامی است که شیخ عدی به میان آن‌ها آمده و طریقهٔ «عدویه» را در میان آن‌ها بنیان نهاده‌ است. ابوفراس در کتاب خود که به سال ۷۵۲ هجری قمری تألیف شده‌ است آن‌ها را به همین نام خوانده‌ است.
محققی دیگر، «ابوسعد سمعانی» (متوفی ۵۶۲ق) در کتاب «الانساب» می‌نویسد:
«جماعت بسیاری را در عراق در کوهستان حلوان و نواحی آن دیده‌ام که ایزدی بودند و در دیه‌های آنجا به صورت مردم زاهد اقامت داشتند و گِلی به نام «حال» می‌خورند. این گل را برای تبرک از مرقد شیخ عدی برمی‌دارند و آن را با نان خمیر می‌کنند و به صورت قرص درآورده و گهگاهی می‌خورند و آن را «برات» نامند.» نام خدای آن‌ها (بالاترین مرتبه ربانی) یزدان است. تصور بر آن است که او در چنان منزلت بالایی است که نمی‌تواند مستقیماً پرستش شود. نقش این مرتبه الهی در عین حال نقشی غیرفعال است. او آفریننده جهان است ولی نگهدارنده آن نیست. هفت روح (فروهر) بزرگ از او منبعث شده‌اند که مهم‌ترین آن‌ها فرشته طاووس یا آن‌طور که در آیین ایزدی نامیده می‌شود، ملک طاووس، قیم اراده الهی است. در آیین مسیحیت باستانی طاووس نماد بدمنشی بود بخاطر آنکه گفته می‌شد گوشت او فاسد نمی‌شود. ملک طاووس در باور ایزدی‌ها نفس آغازین الهی و از او جدا ناشدنی است و با این ارزیابی آیین ایزدی تک خدایی است.
ایزدی‌ها پنج بار در روز ملک طاووس را عبادت می‌کنند. نام دیگر او شیطان است که در عربی به فرشته رانده شده از درگاه خدا گفته می‌شود. همین موجب شده که اشتباهاً به ایزدی‌ها برچسب «شیطان‌پرست» زده شود. ایزدی‌ها به تناسخ اعتقاد دارند، به این معنی که روح به‌طور متناوب تا تطهیر کامل در جسم حلول می‌کند و به این شکل کاربرد دوزخ از بین می‌رود.
بدترین سرنوشت برای یک پیرو آیین ایزدی، رانده شدن از جامعه ایزدی است چرا که این به معنی آن است که روح او دیگر هرگز پیشرفتی نمی‌کند. گفتگو با هر دین و آیین دیگر هم برای آن‌ها مطلقاً ناممکن است. در ارتباط با پنهان نگه‌ داشتن بخشی از کیش ایزدی‌ها درک نادرستی از ارتباط این آیین با فلسفه دوگانگی جهان زرتشتیان (نور و تاریکی) و حتی خورشیدپرستی ایجاد شده‌است.
گرترود بل در صفحه ۲۶۹ از کتاب سفرنامه خود «امارت تا امارت» می‌گوید «مسلمانان و مسیحیان نظر به تمایل فرقه ایزدی به مسامحه و مرافقه با شیطان آنها را شیطان‌پرست می‌دانند» وی نامه‌ای به «علی بیگ» رهبر گروه می‌نویسد و با وی در روستایی که «بادری» می‌خواند دیدار می‌کند.

## جمعیت
ایزدی‌ها در کردستان عراق، کردستان ترکیه، کردستان سوریه و قسمت کردنشین ارمنستان و اطراف تفلیس زندگی می‌کنند. البته شماری نیز به آلمان و برخی کشورهای دیگر مهاجرت کرده‌اند. آماری رسمی دربارهٔ آنان در دست نیست، اما شمار آنان در مجموع این کشورها تا پانصدهزار نفر برآورد می‌شود که حدود دویست‌هزار نفر در عراق زندگی می‌کنند؛ ولی بنا به گفته تحسین سعید بیک، امیر ایزدیان جهان، آنان در عراق بین ۶۰۰٬۰۰۰ تا ۷۰۰٬۰۰۰ نفر و در دنیا نیز حدود ۱٬۵۰۰٬۰۰۰ نفر هستند.

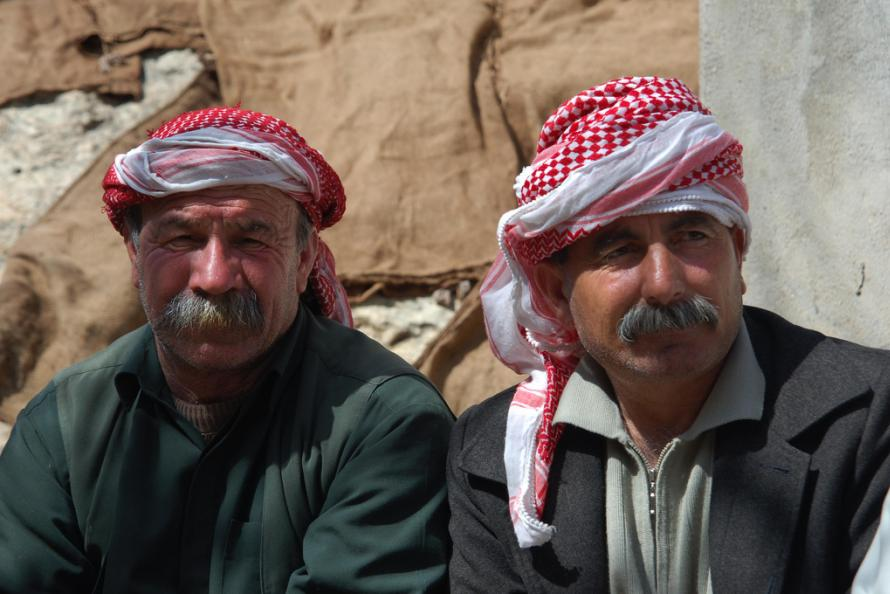
دو مرد کرد ایزدی

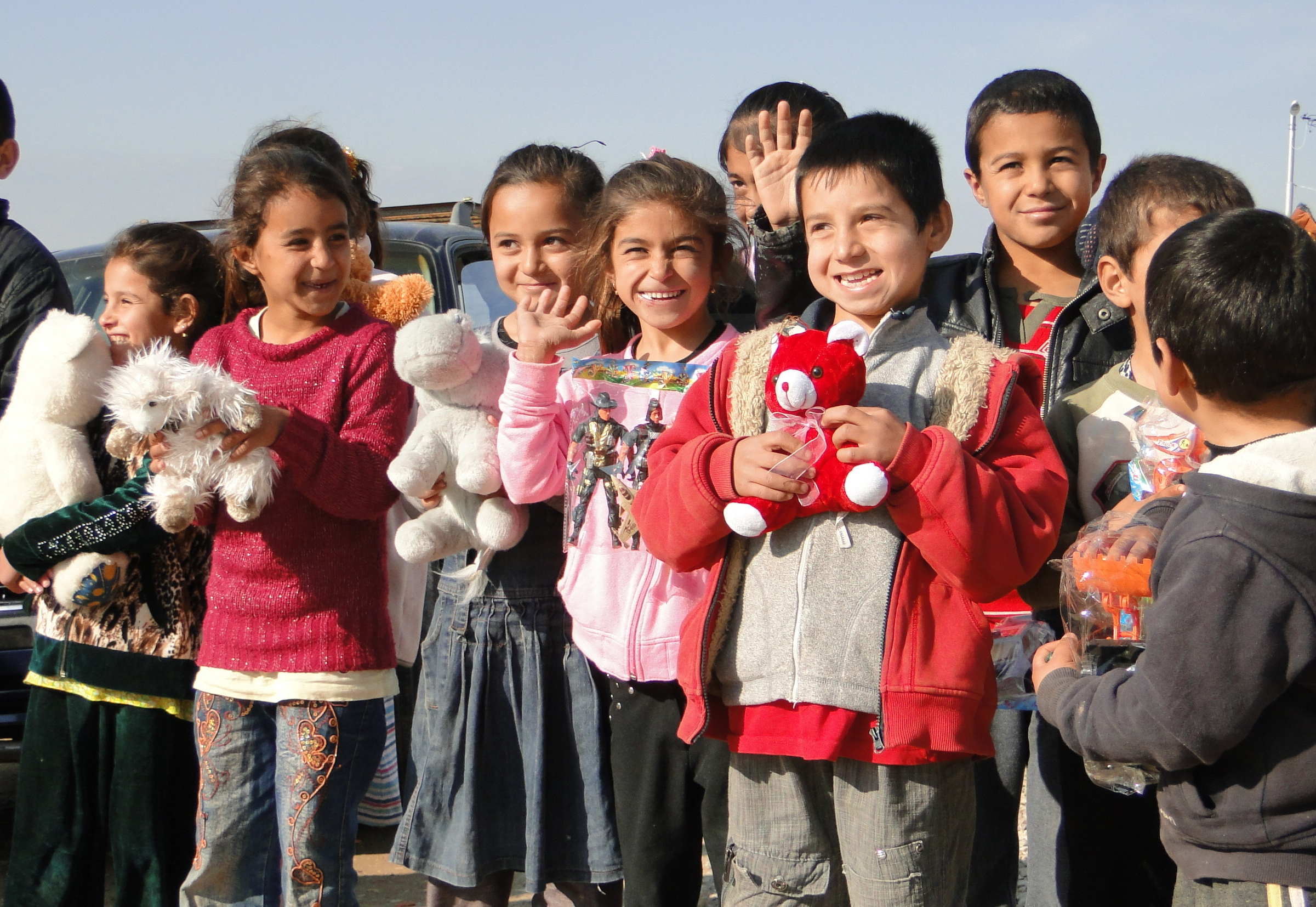
کودکان کرد ایزدی در اردوگاه پناهندگان

## مفهوم واژه ایزدی و یزیدی
این گروه به‌طور عام خودشان را ایزدی (Ēzdī) می‌خوانند. خود ایشان، ترجیح می‌دهند که نام مذهبشان را از ایرانی باستان yazata، فارسی میانه yazad (یزدانی بودن) بدانند و این فرضیه، به‌طور گسترده پذیرفته شده‌است. در حقیقت طبق پژوهش‌های انجام گرفته شده نام یزید بن معاویه هیچ ارتباطی با ایزدیان ندارد و تنها یک تشابه اسمی است.

## باورها و آیین‌ها

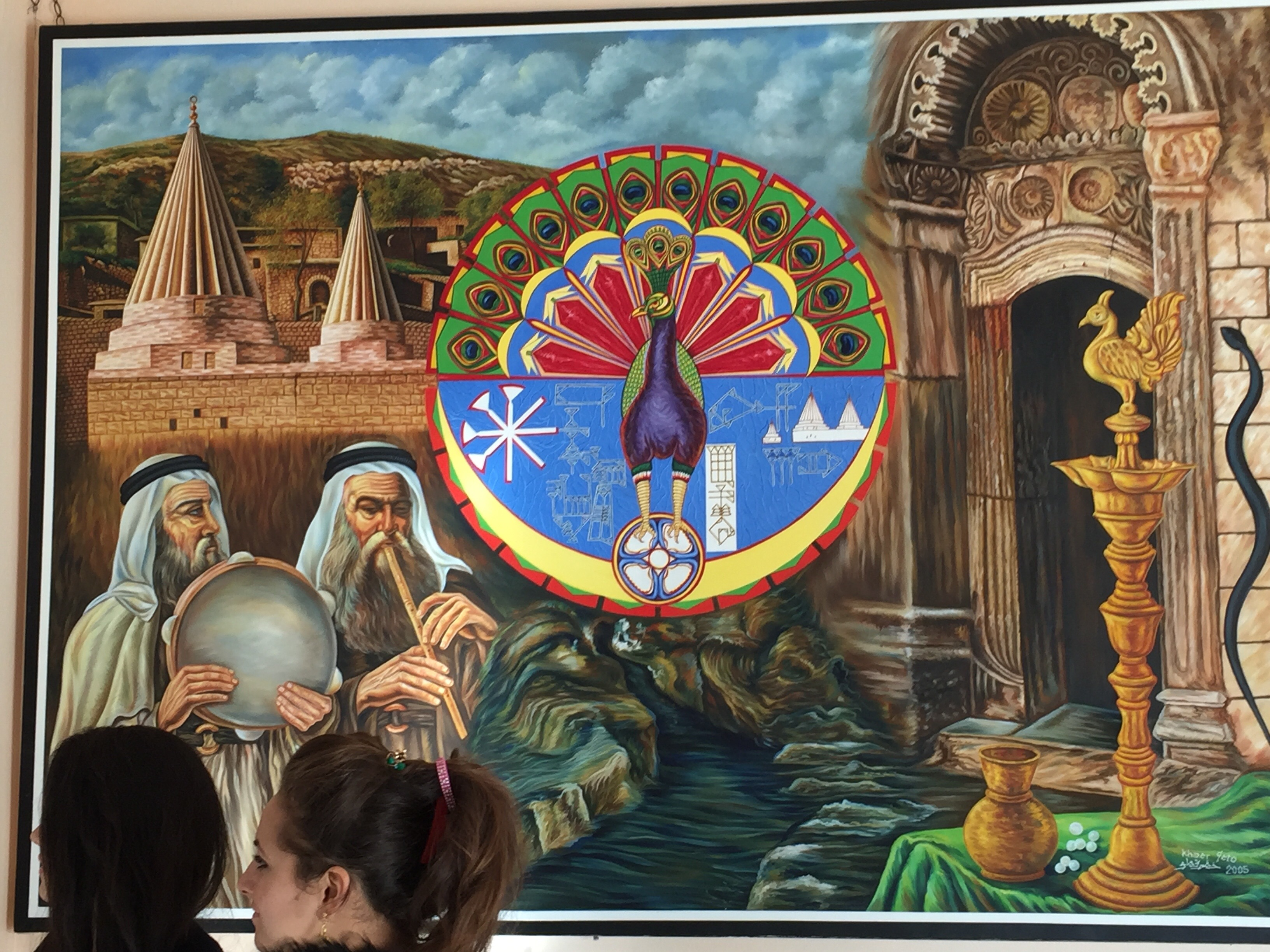
نگاره‌ی سربازان ایزدی در داخل معبد ایزدی

دین باستانی و ایرانی ایزدی با دین یارسان هم‌ریشه بوده و در عین حال، هر دو جدا از اسلام هستند.
عقاید ایزدی‌ها تلفیقی از مذاهب گوناگون است مانند مانویان که در این منطقه رواج داشته‌اند. برای نمونه، آن‌ها مانند زرتشتیان، مانند کلیمیان به قربانی و نذورات، مانند مسیحیان به غسل تعمید و مراسم عشای ربانی را اجرا می‌کنند و عروس در لباس سرخ از کلیساهای مسیحی بازدید می‌کند و مانند مسلمانان به سنت ختنه پای‌بندند. اعتقاد به تناسخ و سیر تکاملی روح از طریق زایش‌های پی‌درپی و دمیده‌شدن در کالبدهای پیاپی، ایزدیان را با مسالک شرقی پیوند می‌دهد. از سوی دیگر، ایزدیان همچون مسلمانان روزانه پنج بار به شیوه خود نماز می‌گزارند، اما قبلهشان در چهار بار از این نمازهای پنج‌گانه، خورشید است و در نیم‌روز، مقبره شیخ عدی بن مسافر، صوفی عرب قرن ششم هجری است که به باور تاریخ نگاران، بنیان‌گذار کیش ایزدی است.
ایزدی‌ها دارای دو کتاب مقدس اند: یکم کتاب جلوه که در آن اصول اعتقادی آن‌ها تشریح شده‌است و دوم کتاب دیگری است به نام مصحفا رش که مجموعه ادعیه و سرودهای آن‌ها در ستایش بزرگان‌شان است.
علویان، کاکه‌ای‌ها (اهل حق) و شیدلی‌ها که همگی در مناطق کردنشین ایران، عراق، ترکیه و سوریه و نواحی هم‌جوارشان زندگی می‌کنند، از این دسته مذاهب به‌شمار می‌روند و همگی این وجه مشترک را دارند که از سویی آداب نیایش جمعی‌شان همچون نذر و نیاز و قربان به یک‌دیگر شباهت دارد و با صوفیان مسلمان مشترک است و دیگر این‌که گرچه پیروانی از میان ترکان و اعراب هم پیدا کرده‌اند، مرکز عمده نشو و نموشان کردستان عراق بوده‌است و فرهنگ و زبان کردی رکن مهمی از آیین آنان را تشکیل می‌دهد.
باور بر این است که نام کیش ایزدی ریشه در واژه فارسی، ایزد دارد. عناصری همچون ستایش خورشید و آتش در این آیین نشانه‌هایی از باورهای باستانی ایرانیان، مهرپرستی و دین زرتشت دارد.
زیارتگاه‌های (معابد) آن‌ها اغلب با تصویر خورشید آراسته شده‌است و گورهای آن‌ها به سمت شرق، در جهت طلوع آفتاب هستند.
«ایزدیان» هم مثل بسیاری از پیروان ادیان باستانی اعتقاد دارند که «جهان و هرچه در او هست» از چهار عنصر اصلی یعنی «آب، باد، خاک و آتش» ترکیب یافته‌است.
خداوند به ادعای خود، مشابه باور معمول ادیان سامی، انسان را از آب و خاک آفرید در حالی که به باور ایشان فرشتگان درگاه ابدیت همه از جنس آتشند؛ و آتش به باور آن‌ها بر گل ﴿ممزوج آب و خاک﴾ ارجحیت دارد. از این رو وقتی خداوند از همه فرشتگان بارگاهش ﴿از جمله ملک مقرب، طاووس﴾ می‌خواهد که در مقابل ساخته دست او، آدم، تعظیم کنند، ملک طاووس «شیطان» از این دستور نابجای ایزدی سر می‌پیچد و از همان زمان سر به شورش می‌گذارد، شورشی که تا روز محشر ادامه خواهد داشت و ایزدیان آن را شورشی بر حق و از روی حکمت خداوند می‌دانند و شیطان را لعن نمی‌کنند و معتقدند که در آخرالزمان او مشمول لطف و بخشش پروردگار خواهد شد.
تصاویر ملک طاووس همه‌جا در معابد، زیارتگاه‌ها و گورهای ایزدی‌ها وجود دارد.
پژوهندگان و کلام شناسان اسلامی آن‌ها را به دلیل باور به نسخ اسلام در آخرالزمان، جزو غُلات دانسته‌اند.
ایزدی‌ها همچون صوفیان در مراسم خود به ذکر و سماع می‌پردازند و پیروان این کیش، به طبقات پیر و شیخ و مرید تقسیم می‌شوند.
در ماه دسامبر، ایزدی‌ها سه روز روزه می‌گیرند و بعد از آن با پیر خود شراب می‌نوشند. نام خدای آن‌ها (بالاترین مرتبه ربانی) یزدان است، او خالق جهان است ولی نگهدارنده آن نیست. هفت روح (فروهر) بزرگ از او منبعث شده‌اند که مهم‌ترین آن‌ها فرشته طاووس یا آنطور که در آیین ایزدی نامیده می‌شود، ملک طاووس است.
نزدیک‌ترین‌ها به ایزدی‌ها، چه در باور و اساطیر، همچون اعتقاد به ملائک هفتگانه و تناسخ و سنت‌ها و آیین‌ها، طایفه یارسان اند که در عراق «کاکه‌ای» و در ایران «اهل حق» نامیده می‌شوند که بسیاری از ایرانیان آنان را به اشتباه «علی‌اللهی» می‌شناسند؛ نامی که همچون «شیطان‌پرست» برای ایزدی‌ها، مورد پسند نیست.
پاره‌ای از پیروان اهل حق نیز در مورد شیطان نگرشی همچون ایزدی‌ها دارند. ایزدی‌ها نیز به اهل حق احساس نزدیکی می‌کنند و آنان را در جمع خود شرکت می‌دهند با این حال با آنان وصلت نمی‌کنند.

اکثریت اهل حق را نیز همچون ایزدیان، کردها تشکیل می‌دهند، اما در ایران و عراق و قفقاز، این آیین در میان کرد لک‌ و ترکان نیز پیرو دارد.
پژوهشگران در سال‌های اخیر نشان داده‌اند که زیارتگاه‌ها (معابد) آن‌ها اغلب با تصویر خورشید آراسته شده و گورهای آن‌ها به سمت شرق، در جهت طلوع آفتاب هستند و آن‌ها عناصر مشترک زیادی با اسلام و مسیحیت دارند.
کودکان به دست یک پیر (موبد) با آب متبرک غسل تعمید داده می‌شوند، در زمان ازدواج، پیر یک نان را دو نیمه می‌کند و نیمی از آن را به عروس و نیمه دیگر را به داماد می‌دهد. عروس در لباس سرخ از کلیساهای مسیحی بازدید می‌کند.
در باور ایزدی‌ها، شیطان دشمن اصلی بشریت نیست، بلکه مقربترین فرشته خداوند و نخستین آفریده اوست و ملک‌طاووس نام دارد؛ فرشته‌ای که خداوند تنها با این انگیزه به او فرمان داد به آدم سجده کند که او را بسنجد و هنگامی که او از سجده کردن سر باز زد، بر تقربش به درگاه الهی افزوده شد و خداوند اداره جهان را به او سپرد.
ایزدی‌ها بر این باورند که قدمت کیش آنان به زمان پیدایش بشر می‌رسد و ایزیدیان از نسل آدم اند و نه از نسل حوا. در حالی که در باور ادیان ابراهیمی، ابنای بشر حاصل ازدواج آدم و حوا هستند، ایزیدیان خود را حاصل پسری می‌دانند که از بذری که آدم کاشت پدید آمد و سپس با یک حوری وصلت کرد.
به این ترتیب، ایزیدیان خود را تافته‌ای جدابافته می‌دانند که نباید با دیگر اقوام وصلت کنند و دیگر ابنای بشر را به کیش خود بپذیرند. ایزدی‌ها همواره جمعی بسته بوده‌اند؛ خود را قومی برگزیده می‌دانند، بیگانگان را به میان خود راه نمی‌دهند و اعتقادات خود را از دیگران مخفی نگه می‌دارند.
در ماه دسامبر، ایزدی‌ها سه روز روزه می‌گیرند و بعد از آن با پیر خود شراب می‌نوشند. از روز پانزدهم تا بیستم سپتامبر ایزدی‌ها مراسم زیارت همگانی سالانه از آرامگاه شیخ عدی در لالش، در شمال موصل را برگزار می‌کنند که طی آن در رودخانه یک مراسم آیینی غسل دارند. ایزدی‌ها همچنین مراسم قربانی حیوانات و ختنه دارند.

## گستره و جغرافیا

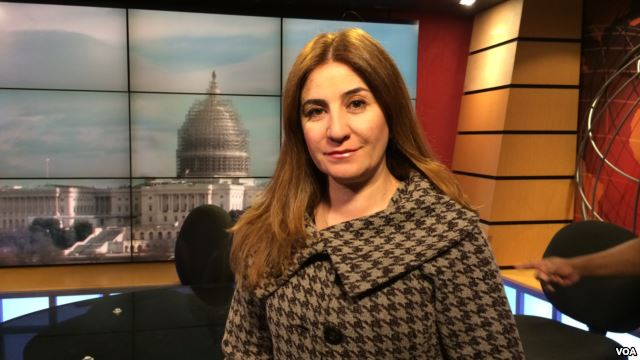
فیان دخیل یک سیاستمدار عراقی و از اقلیت ایزدی در ایالات متحده

ایزدی‌ها، قرن‌ها در سکونت‌گاه‌ها در روستاهای دورافتاده در کردستان و در انزواء زیسته‌اند و بعضی از همسایگان مسلمان و مسیحی‌شان آنان را با نام «شیطان‌پرست» می‌شناسند، عنوانی که ایزدی‌ها برای خود نمی‌پسندند. اما شاید همین نگاه به ایزیدیان، آنان را آماج حمله مسلمانان تندرویی کرده باشد که ریختن خون «کفار» را مباح می‌دانند؛ آن هم کفاری که شیطان، دشمن اصلی بشریت را می‌پرستند. آن‌ها در چند دوره مورد تهاجم قرار گرفتند بیشترین مشکلات و قتل و عام آن‌ها در دوره خلافت عثمانی اتفاق افتاده‌است. همچنین در جریان حمله‌های گروه موسوم به داعش در سال ۲۰۱۴ حدود پنج هزار نفر از مردان ایزدی کشته شدند و زنانشان به اسارت تندروهای داعش درآمدند یا به عنوان برده به فروش رسانده شدند. همچنین تعدادی از ایزدی‌ها از عراق آواره و به کشورهای دیگر پناهنده شدند.
با تمام این جدایی پیشگی، ایزدی‌ها از تبار دیگر کرد‌هایی اند که در جوارشان زندگی می‌کنند و زبانی متفاوت با آنان که گویش کرمانجی (کردی شمالی) است ندارند.
با وجود آن‌که در باور ایزدی‌ها، دین آنان پیشینه‌ای به قدمت تاریخ بشر دارد اما مورخان، کیش ایزدی را در شمار دیگر فرقه‌هایی طبقه‌بندی می‌کنند که پس از اسلام، به نیت احیای سنت‌های پیشینیان و با انگیزه حفظ و بازیافت هویت تاریخی در نقاط مختلف خاورمیانه زاییده شدند و رشد کردند؛ هرچند بنیان‌گذاران‌شان صوفیهای مسلمان بودند.

شمار اندکی از ایزدی هاعرباند. در زمان حکومت صدام حسین در عراق، دولت مرکزی می‌کوشید با انگشت نهادن بر همین اقلیت عرب، عرب بودن بانی کیش ایزدی و عرب تبار قلمدادکردن دیگر ایزدی‌ها، آنان را به سوی خود جلب کند و هم اینکه از آنان به عنوان اهرمی علیه دیگر کردها که رکن عمده‌ای از ناراضیان حکومت حزب بعث را تشکیل می‌دادند، استفاده کند.

شاید یکی از دست‌آویزهای حملاتی که به ایزیدیان می‌شود، پندار افرادی باشد که به هواداری ایزدی‌ها از صدام حسین در زمان حکومت او اعتقاد دارند.
اما پاره‌ای از جوانان ایزدی هم بودند که صرف نظر از باورهای اجدادی خود مبنی بر دوری‌گزیدن از پیروان دیگر ادیان، وارد جنبش‌های چپ‌گرا در میان کردان عراقی شدند و در صف پیش‌مرگان با حکومت صدام حسین جنگیدند. خانواده‌های آنان نیز چون بسیاری دیگر از کردهای عراقی آماج حملات انتقام‌جویانه ارتش قرار گرفتند و خانمان خود را از دست دادند.
با تشکیل حکومت خودمختار کرد در شمال عراق و برپایی مجلس قانونگذاری محلی در این منطقه، ایزدی‌ها برای نخستین‌بار در قانونگذاری و حکومت سهیم شده‌اند و نمایندگانی در مجلس محلی و همچنین مجلس ملی عراق دارند.
با این حال، نخستین ایزدی که قانون‌گذار شد، نه در عراق بود و نه در هیچ‌کجای دیگر در این منطقه؛ بلکه دختر جوانی بود در آلمان که از سوی حزب سوسیال دموکرات این کشور به پارلمان اروپا راه جُست.
فلک‌ناز اوجا که هشت سال پیش در ۲۲ سالگی نماینده پارلمان اروپا شد و اکنون دومین دوره قانونگذاری خود را در جمع قانونگذاران اتحادیه اروپا می‌گذراند، از خانواده‌ای کرد ایزدی از ترکیه در آلمان متولد شده‌است و روابط نزدیکی با گروه‌های کرد ترکیه دارد.
گفته می‌شود در آلمان سی هزار ایزدی زندگی می‌کنند که عمدتاً از پناهندگان کرد عراقی و ترکیه‌ای‌اند و بزرگ‌ترین جامعه ایزدی در بیرون از قلم‌روی اجدادی‌شان را تشکیل می‌دهند.
ایزدی‌ها از فرهنگی پرمایه و غنی برخوردارند که موسیقی در آن نقش برجسته‌ای دارد.
پرستش آن‌ها با آداب رنگین و رسومی همراه است: سرودخوانی جمعی، رقص و سماع به سبک صوفیان، مراسم آب‌تنی و شستشو، افروختن شمع و بخور، نذورات و دعاخوانی گروهی برای مردگان…
زنان ایزدی در مناطق «سنجر»، لباس‌های سنتی سفید می‌پوشند.

آن‌ها مانند دیگر اقوام عراق در زمان رژیم بعث حاکم بر عراق به‌شدت زیر فشار بودند.
رژیم سابق عراق که به وفاداری آن‌ها اطمینان نداشت، آن‌ها را وادار می‌کرد از قلمروی کوهستانی خود به زمین‌های بایر کوچ کنند.
طی این کوچ‌های اجباری، بسیاری از مراتع و کشت‌زارهای آن‌ها نابود شد، بسیاری از آن‌ها مجبور به ترک عراق شدند و اینک به عنوان پناهنده در کشورهای غربی زندگی می‌کنند.

### شیخ عدی

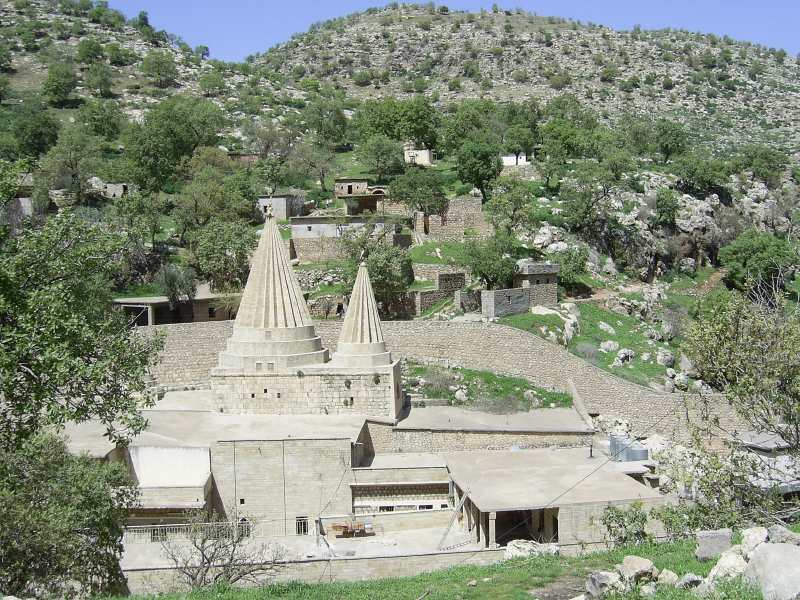
آرامگاه شیخ عدی

آرامگاه شیخ عَدی در روستای لالش در ۳۶ کیلومتری موصل در شمال عراق، قبله گاه ایزدی‌ها است و هر ایزدی در صورت توانایی باید در طول عمرش دست‌کم یک‌بار به زیارت این آرامگاه برود.
موسم این «حج»، تابستان است. در کنار قبله‌گاه ایزیدیان، چشمه‌گاه مقدسی قرار دارد که زمزم خوانده می‌شود. کوهی مقدس است که نامش را عرفات نام نهاده‌اند. پلی نیز هست به نام پل صراط. در موسم زیارت گاوی را هم قربانی می‌کنند.
برخی او را که نام کامل و کنیه‌اش «شرف‌الدین ابوالفضائل عدی بن مسافر بن اسماعیل بن موسی بن مروان بن حسن بن مروان» است را منسوب به مروان بن حکم می‌دانند و در امویت او اتفاق نظر دارند. او را مردی صالح و باتقوا دانسته‌اند که در بعلبک سوریه به دنیا آمده‌است و بعدها در کوهستان حکاری در کردستان و موصل مسکن گزیده‌است. در این زمان او به «شیخ عدی حکاری» موسوم می‌شود. او بین سال ۵۵۵ تا ۵۵۸ هجری قمری در حالی که نزدیک به ۹۰ سال سن داشته‌است از دنیا می‌رود و وی را در زاویهٔ خود در حکاری دفن می‌کنند.
بر روی سنگ قبر وی چنین نوشته شده‌است:
بسم الله الرحمن الرحیم خالق السماء و الارض، اخفض هذه المنزل محل الشیخ العدی الحکاری، شیخ یزیدیه.

## جشن‌های ایزدی
از عیدهای معروف ایزدی‌ها می‌توان «شامیرام»، مراسم‌های چهارشنبه‌سوری و نوروز را نام برد.